# Neckera attenuata
Neckera attenuata là một loài rêu trong họ Neckeraceae. Loài này được (Hedw.) Myrin mô tả khoa học đầu tiên năm 1833.